# La Durantaye
| La Durantaye                  |                                     |
| Saint-Gabriel.jpg             |                                     |
| Coordenadas: 46º50'N, 70º51'W |                                     |
| Província                     | Quebec                              |
| Região administrativa         | Chaudière-Appalaches                |
| Incorporado em                | 4 de agosto de 1910                 |
| Prefeito                      | Andrée Couillard-Després Lamontagne |
| Código postal                 | 19090                               |
|                               |                                     |
| Área                          |                                     |
| - Cidade                      | 33,78 km², 13,5 mi²                 |
| Fuso horário                  | UTC -5                              |
| População (2006)              |                                     |
| - Cidade                      | 772                                 |
| - Densidade                   | 23 hab/km², 57 hab/mi²              |

La Durantaye é uma municipalidade canadense do conselho  municipal regional de Bellechasse, Quebec, localizada na região administrativa de Chaudière-Appalaches. Em sua área de pouco mais de 33 km, habitam cerca de 700 pessoas.Tendo sido nomeada em homenagen de Olivier Morel de La Durantaye.